# Monte Fuso
Il monte Fuso è un monte alto 1117  metri dell'Appennino settentrionale.

## Descrizione
La montagna è situata tra i comuni di Neviano degli Arduini e Tizzano Val Parma in provincia di Parma. È sede del parco provinciale del Monte Fuso. Caratteristico è il suo cippo storico che si trova entro i confini del Comune di Tizzano Val Parma in località Rusino.

## Storia
Durante la seconda guerra mondiale, nell'estate del 1944 la zona fu teatro dell'operazione Wallenstein, una serie di rastrellamenti di partigiani effettuati da forze nazi-fasciste.